# Adirondackstoel
De Adirondackstoel is een houten tuinstoel afkomstig uit Westport in het Adirondackgebergte in de Verenigde Staten. 
Het eerste model wordt toegeschreven aan Thomas Lee, die voor een tuinfeest aan het Champlainmeer zelf een aantal houten stoelen maakte. De lokale timmerman Harry Bunnel verwierf een patent op het ontwerp in 1905 en nam het in productie als Westport Plank Chair. 
De traditionele stoel is gemaakt met elf planken. De zitting en de rugleuning zijn recht en sterk achterwaarts hellend zoals bij een ligstoel. De horizontale armleuningen zijn plat en breed. In 1938 verwierf Irving Wolpin een patent voor bepaalde aanpassingen, bestaande uit het laten welven van de zitting en het afronden van de bovenkant van de rugleuning.
Deze stoelen werden populair in de staat New York en in Canada en werden een symbool voor comfortabele recreatie in de buitenlucht. De eerste decennia gebruikte men vooral naaldhout van de Oostelijke hemlockspar. Tegenwoordig worden de stoelen ook gemaakt van kunststof. 
Dit soort stoel wordt, met name in Canada, ook aangeboden als Muskoka Chair, naar een agrarische regio in de provincie Ontario.

## Afbeeldingen

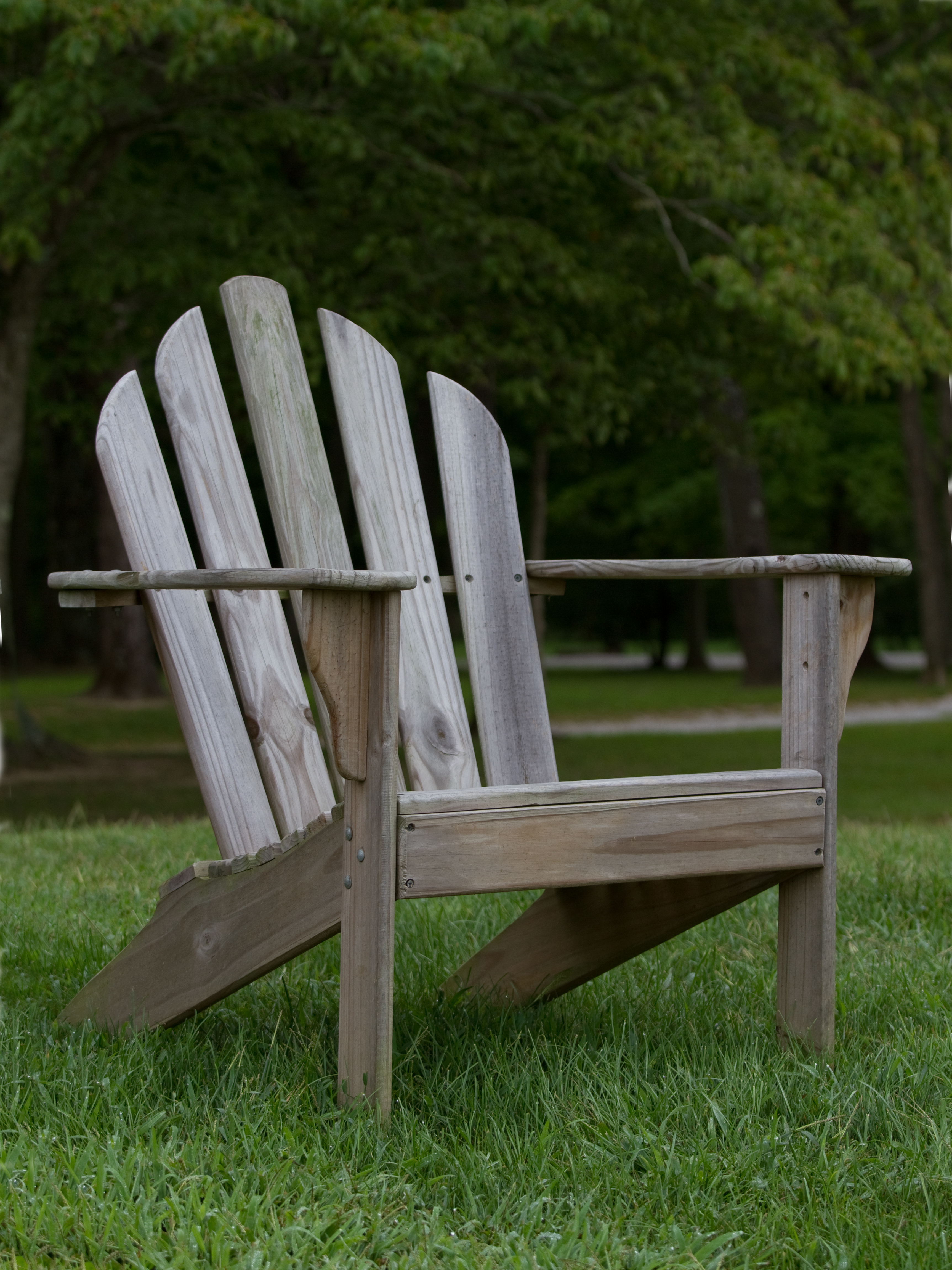
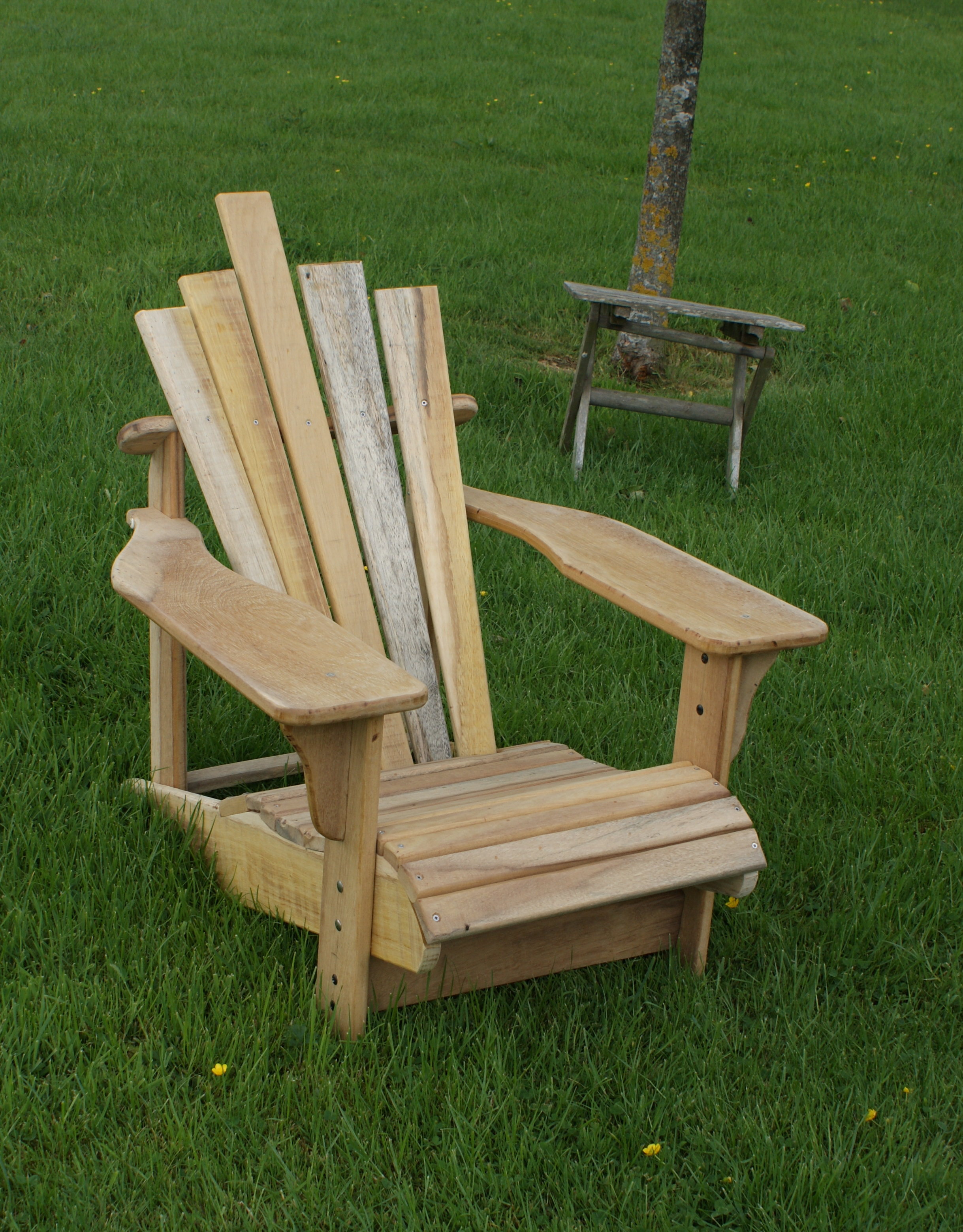
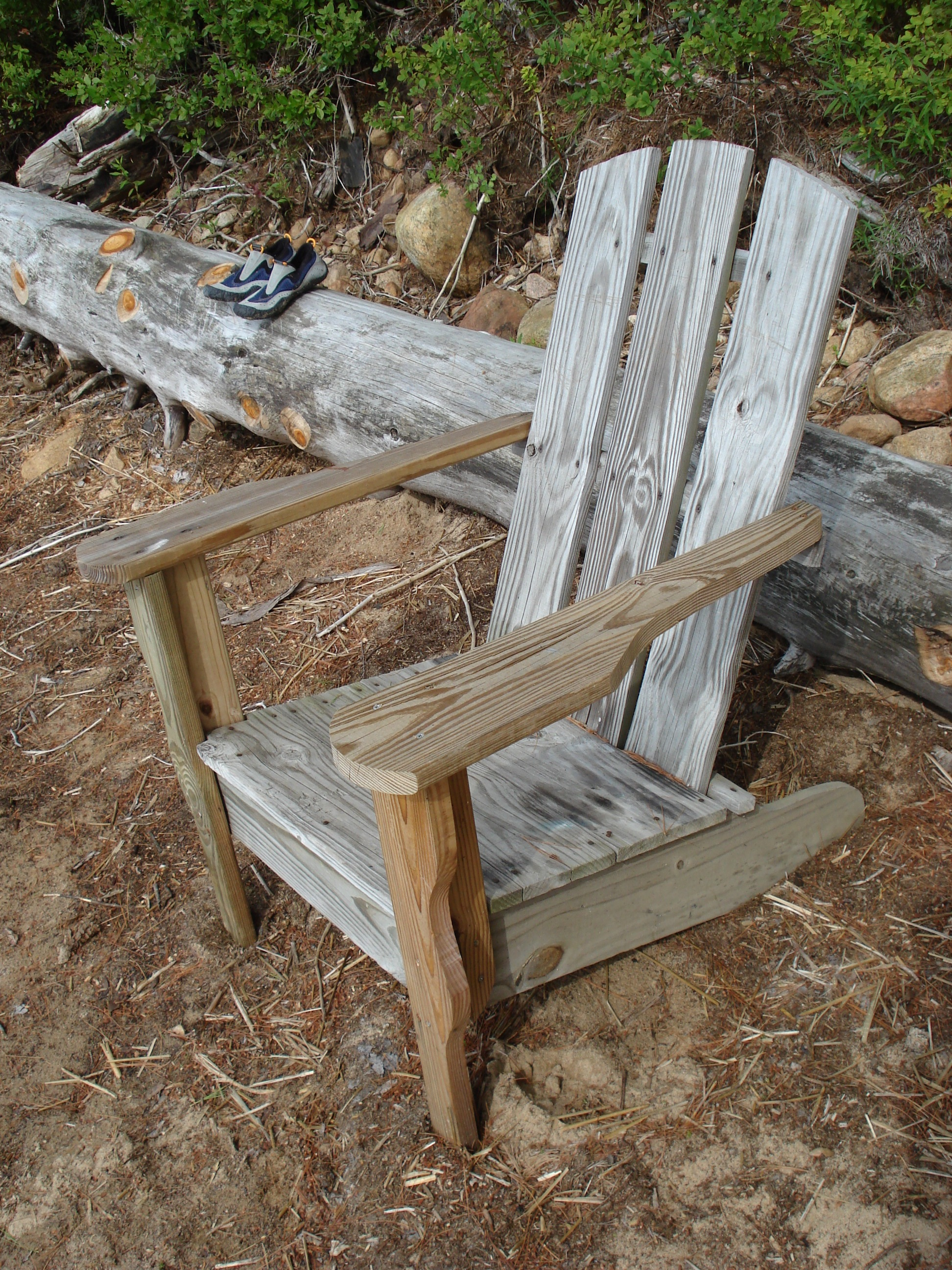